# 紅土螈
紅土螈（学名：Pseudotriton ruber）为無肺螈科土螈屬下的一个种。